# Neutralność węglowa
Neutralność węglowa – strategia kompensowania emisji dwutlenku węgla przez sekwestrację lub zakup kredytów węglowych.
Neutralność węglowa jest jednym z przykładów neutralności klimatycznej zdefiniowanej jako strategia skompensowania emisji gazów cieplarnianych. Strategię neutralności węglowej można stosować w wielu dziedzinach i zastosowaniach, dla przykładu w architekturze.
Neutralność klimatyczna jest także przedmiotem negocjacji klimatycznych. Termin ten jest używany w kontekście procesów uwalniania dwutlenku węgla związanych z transportem, produkcją energii, rolnictwem i przemysłem.
Choć używa się terminu „neutralność węglowa”, to ślad węglowy obejmuje również inne gazy cieplarniane, określanych jako ekwiwalent dwutlenku węgla. Termin „neutralny dla klimatu” odzwierciedla szersze uwzględnienie innych gazów cieplarnianych w zmianie klimatu, nawet jeśli CO2 jest najobficiej występującym gazem. Termin „zerowy bilans netto” jest coraz częściej używany do opisania szerszego i bardziej kompleksowego zobowiązania do dekarbonizacji i działań na rzecz klimatu, wykraczającego poza neutralność węglową poprzez włączenie większej liczby działań w zakres emisji pośrednich i często obejmującego cel redukcji emisji oparty na podstawach naukowych, w przeciwieństwie do polegania wyłącznie na kompensacji np. poprzez zakup kredytów węglowych.